# Système de pose rapide de travures
Pour les articles homonymes, voir Sprat.
Le système de pose rapide de travures (SPRAT), fabriqué par CNIM Systèmes Industriels, déploie un pont modulaire d'assaut. C'est un véhicule de l'armée de terre française permettant de déployer rapidement un pont mobile au-dessus d'un obstacle, par exemple une rivière ou une crevasse. 

## Historique
Il est principalement destiné à permettre au char Leclerc le franchissement des brèches sèches ou humides d'une largeur inférieure ou égale à 24 m 
Le programme est initialement fixé à dix-huit engins, mais seulement dix seront livrés entre 2011 et 2013 ainsi qu'un simulateur pour un coût total de 166 millions d'euros, et avec un retard de deux ans. Cinq SPRAT sont livrés au 13e régiment du génie en 2011, trois devaient entrer en service en 2012 et les derniers en 2013.
Le premier exemplaire est reçu le 20 janvier 2011; le cinquième l'a été en mai 2012.
La direction générale de l'armement a notifié un contrat concernant une modernisation des SPRAT à CNIM Systèmes Industriels, le 28 décembre 2017.
Cette modernisation consistera à intégrer aux SPRAT un système de vision optronique de dernière génération développé par Bertin Technologies afin de « faciliter les opérations de roulage et pontage tout en assurant une détection optimale des menaces extérieures. » Ce système de vision optronique permettra au pilote et au chef de bord d’avoir une vision « périmétrique totale de jour comme de nuit ».
Ensuite, le système de contrôle commande de supervision de l’ensemble des paramètres techniques du SPRAT, sera modernisé avec l’intégration d’une nouvelle architecture informatique.

## Caractéristiques
Chaque système SPRAT est constitué de deux véhicules : un ponteur et un porte-travures supplémentaires (PTS). L'originalité du système vient notamment du fait que la longueur du pont est modulée en fonction de la largeur de brèche. Ce pont d'assaut comprend deux travures, lancées ensemble ou séparément par un véhicule tout terrain (10 x 10) à roues (moteur Mercedes) : il peut lancer soit deux ponts de 14,3 m, soit un pont de 26 m avec une largeur de voie de 4 mètres. L'engin est conçu spécifiquement pour déposer ou reprendre de façon automatique les deux travures qu’il transporte. Ce véhicule est doté d’un niveau de protection et d’une mobilité sur route ouverte et en tout terrain compatibles avec sa mission d’appui du char Leclerc.
Des volets blindés sur la cabine peuvent être abaissés en cas de besoin, laissant juste une petite fenêtre. Ceci ne gêne en rien le conducteur car l'engin possède des caméras d'assistance à la conduite. La cabine est, comme pour l'engin de franchissement de l'avant (EFA), blindée contre les tirs de 7,62 × 51 mm Otan.
Le PTS est composé d'un tracteur Scania R580 à cabines blindées et d'une semi-remorque spécialisée sur laquelle le ponteur vient prendre ou déposer ses travures par translation sur l'arrière de la semi-remorque. Le PTS transporte un jeu de deux travures identiques à celles du ponteur qui sont destinées à les compléter. Il y a un système d’adaptation des rampes (un pour deux SPRAT) destiné à adapter les travures au franchissement des véhicules logistiques.

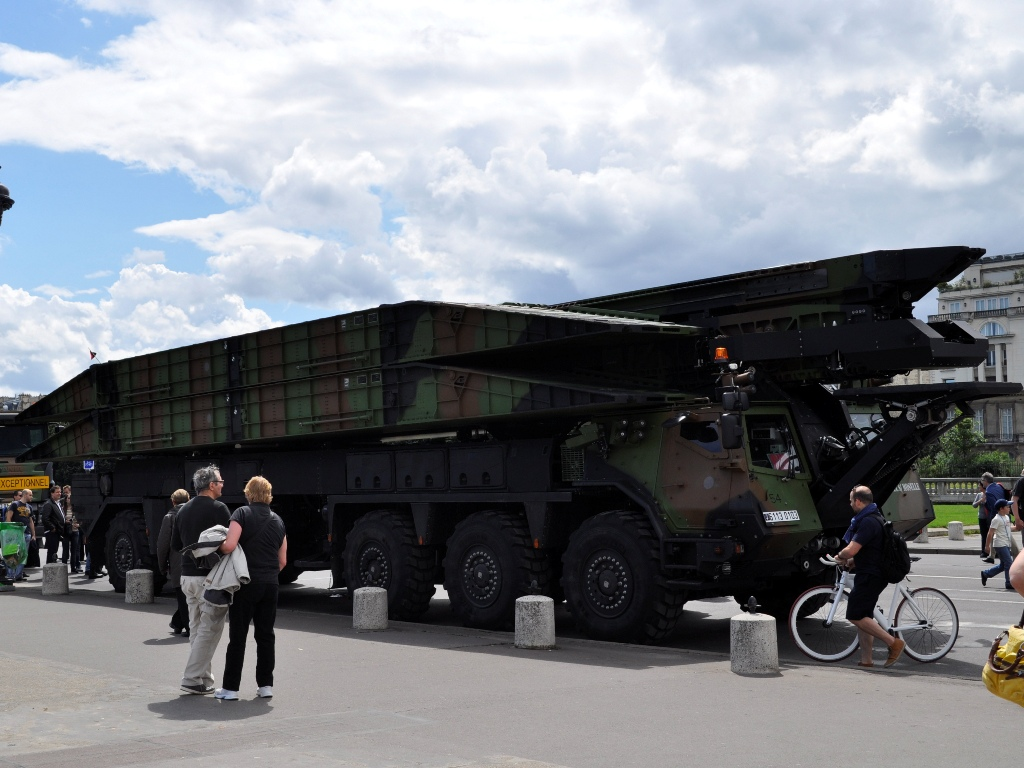
Système de pose rapide de travures du 13e régiment du génie.

- La longueur du pont de base est 14,3 mètres et il peut résister à des charges allant jusqu'à 120 tonnes
- Un pont de 26 mètres de long est conçu pour un poids allant jusqu'à 80 tonnes.
- Une travure de 26 m, classe 70 en 2 parties
- Cinq trains de roues  (10 x 10)
- Autonomie : 600 km
- Franchit une coupure franche de 3 m long
- Franchit un dénivelé de 80 cm de haut
- Franchit une coupure verticale de 54 cm
- Protection nucléaire, radiologique, bactériologique et chimique
- Véhicule développé à l'aide de l'outil de modélisation de système Composys

Le coût unitaire du maintien en condition opérationnelle en 2013 est de 309 500 euros.